# Tramolé
Tramolé est une commune française située dans le département de l'Isère en région Auvergne-Rhône-Alpes.
Il s'agit d'un village à l'aspect essentiellement rural positionné au cœur des Terres froides, une région naturelle du Nord-Isère et l'ancienne province du Dauphiné, situé au sud de l'agglomération de Bourgoin-Jallieu et ses habitants se dénomment les Tramolois.

## Géographie

### Situation et description
Tramolé est une commune située dans le département de l'Isère, en région Auvergne-Rhône-Alpes. Son territoire est rattaché au canton de L'Isle-d'abeau
Positionnée dans la région naturelle des Terres froides, la superficie du territoire est de 7 km². Tramolé porte le code Insee 38512 et est associée au code postal 38300. Elle se situe géographiquement à une altitude de 480 mètres environ.

### Communes limitrophes
Tramolé est limitrophe avec cinq autres communes du département de l'Isère
|       | Les Éparres              |                   |
| Culin | Tramolé                  | Eclose-Badinières |
|       | Sainte-Anne-sur-Gervonde |                   |

### Climat
Pour des articles plus généraux, voir Climat d'Auvergne-Rhône-Alpes et Climat de l'Isère.
En 2010, le climat de la commune est de type climat des marges montargnardes, selon une étude du Centre national de la recherche scientifique s'appuyant sur une série de données couvrant la période 1971-2000. En 2020, Météo-France publie une typologie des climats de la France métropolitaine dans laquelle la commune est exposée à un climat de montagne ou de marges de montagne et est dans une zone de transition entre les régions climatiques « Moyenne vallée du Rhône » et « Alpes du nord ». 
Pour la période 1971-2000, la température annuelle moyenne est de 10,5 °C, avec une amplitude thermique annuelle de 17,5 °C. Le cumul annuel moyen de précipitations est de 1 090 mm, avec 9,5 jours de précipitations en janvier et 7 jours en juillet. Pour la période 1991-2020, la température moyenne annuelle observée sur la station météorologique de Météo-France la plus proche, « Bourgoin », sur la commune de Bourgoin-Jallieu à 8 km à vol d'oiseau, est de 12,4 °C et le cumul annuel moyen de précipitations est de 844,0 mm,. Pour l'avenir, les paramètres climatiques de la commune estimés pour 2050 selon différents scénarios d'émission de gaz à effet de serre sont consultables sur un site dédié publié par Météo-France en novembre 2022.

### Hydrographie
Le ruisseau de l'Agny, d'une longueur de 17,2 km, traverse le territoire communal en formant une boucle partant du sud-est vers le nord-est avant de rejoindre la Bourbre, un affluent du Rhône. Cette petite rivière est rejointe par le ruisseau de Valausin d'une longueur de 2 km., en limite du territoire communal.

### Voies de communication et transports
Le territoire communal est situé hors des grands axes de circulation et n'est traversé que par quelques routes d'importance secondaire dont la RD56 qui permet de rejoindre Bourgoin-Jallieu par la commune des Éparres.
La bretelle d'autoroute la plus proche (A43 relie la commune à Lyon et à Chambéry) est située à moins de dix kilomètres du bourg :
 8 à 37 km : Bourgoin-Jallieu-centre, Nivolas-Vermelle, Ruy-Montceau
La gare ferroviaire la plus proche de la commune est celle de Bourgoin-Jallieu, desservie par des trains TER Auvergne-Rhône-Alpes.

## Urbanisme

### Typologie
Au 1er janvier 2024, Tramolé est catégorisée commune rurale à habitat dispersé, selon la nouvelle grille communale de densité à sept niveaux définie par l'Insee en 2022.
Elle est située hors unité urbaine. Par ailleurs la commune fait partie de l'aire d'attraction de Lyon, dont elle est une commune de la couronne,. Cette aire, qui regroupe 397 communes, est catégorisée dans les aires de 700 000 habitants ou plus (hors Paris),.

### Occupation des sols
L'occupation des sols de la commune, telle qu'elle ressort de la base de données européenne d’occupation biophysique des sols Corine Land Cover (CLC), est marquée par l'importance des territoires agricoles (81,4 % en 2018), en augmentation par rapport à 1990 (80,3 %). La répartition détaillée en 2018 est la suivante :
terres arables (45,9 %), prairies (23,4 %), zones agricoles hétérogènes (12,1 %), forêts (10,5 %), zones urbanisées (5,9 %), eaux continentales (2,2 %). L'évolution de l’occupation des sols de la commune et de ses infrastructures peut être observée sur les différentes représentations cartographiques du territoire : la carte de Cassini (XVIIIe siècle), la carte d'état-major (1820-1866) et les cartes ou photos aériennes de l'IGN pour la période actuelle (1950 à aujourd'hui).

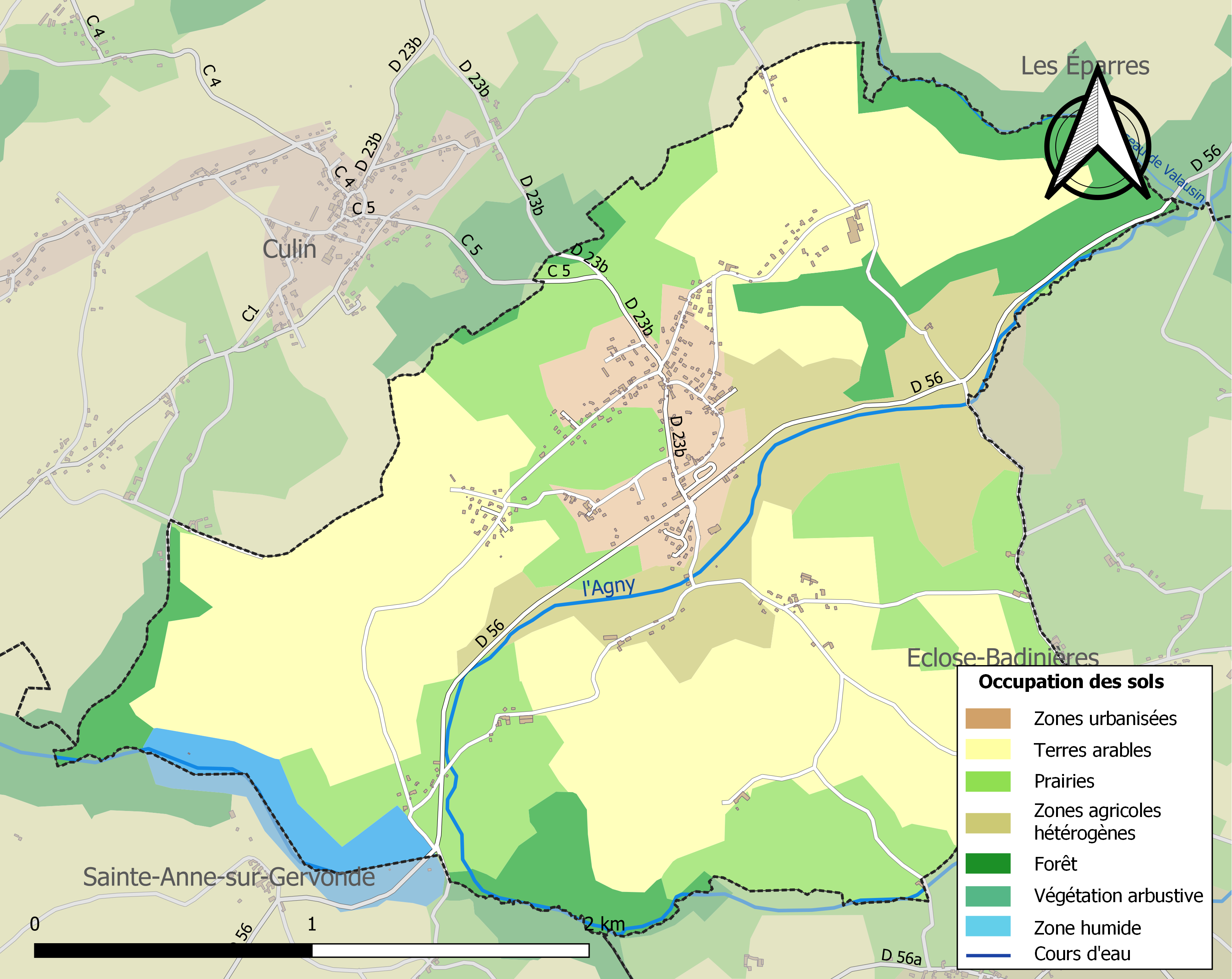
Carte des infrastructures et de l'occupation des sols de la commune en 2018 (CLC).

### Morphologie urbaine
Tramolé est composé d'un bourg central à l'aspect essentiellement agricole avec quelques maisons rurales et des résidences de facture plus moderne. Les hameaux sont essentiellement composés de corps de fermes et de maisons particulières.

### Hameaux, lieux-dits et écarts
Voici, ci-dessous, la liste la plus complète possible des divers hameaux, quartiers et lieux-dits résidentiels urbains comme ruraux qui composent le territoire de la commune de Tramolé, présentés selon les références toponymiques fournies par le site géoportail de l'Institut géographique national.
| - Brin - le Plan - le Guchon - les Routes - le Reuzier - la Ferrandière | - le Valet - le Colombier - les Prairies - les Davats - les Rollands - la Croix Chevalier | - les Buissons - les Retonnières - le Petit Pignière - le Grand Pignière - les Plagnes - les Gourières | - les Retonnières - le Bessey - la Molière - le Morlionnay - Chardonnet - Bois de la Revollat |

### Risques naturels et technologiques majeurs

#### Risques sismiques
L'ensemble du territoire de la commune de Tramolé est situé en zone de sismicité no 3 (sur une échelle de 1 à 5), comme la plupart des communes de son secteur géographique.
| Type de zone | Niveau            | Définitions (bâtiment à risque normal) |
| ------------ | ----------------- | -------------------------------------- |
| Zone 3       | Sismicité modérée | accélération = 1,1 m/s2                |

#### Autres risques
Une tempête s'est déroulé du 06 au 10 novembre 1982. Des inondations et coulées de boue se sont déroulées du 26 au 27 novembre 1982, du 24 avril 1983 au 31 mai 1983.
Un glissement de terrain s'est déroulé du 30 avril au 1er mai 1983 et du 05 au 13 octobre 1993. Le gel du 8 avril 2003 entraîne des calamités agricoles;
Une sécheresses en 2003 (calamités agricoles, sécheresse) qui se répète en 2005 (calamités agricoles, sécheresse), puis en été 2006 (calamités agricoles, sécheresse).

## Toponymie
Tramolé signifie « au-delà de la colline ». Le mot Tramole vient du latin trans (« au-delà »), préfixe signifiant « au-delà de, outre, derrière » et de moles (« amas, tas »).
Tramolé a eu successivement plusieurs noms Tresmolus, Tresmollin (ce qui confirmerait l'histoire des trois moulins) et même Tresmusia à l'époque où Bourgoin s'appelait Bergusia.

## Histoire

### Moyen Âge et Temps Modernes
Gérée par le clergé, la commune de Tramolé adhérait au canton de Maubec, avec à sa tête un archiprêtre[pas clair].
Fait marquant sur la commune, c'est le nombre impressionnant de mûriers sur les terrains de l'ancienne ferme Barril (chemin Davas) jusque vers les années 1950. Les mûriers servaient à la nourriture des vers à soie (bombyx du mûrier ou Bombyx mori).
La peste de 1628 : au XVe siècle, une épidémie de peste avait ravagé la région et Saint Roch avait guéri de nombreux pestiférés. Les cinq paroisses constituant la commune des Éparres (les Éparres, Culin, Tramolé, Meyrié, et Vermelle-Ruffieu) firent vœu de se rendre le 16 août de chaque année en pèlerinage à Meyrié car l’église abrite une statue du Saint (la commune des Éparres incluait aussi Badinières, d'appartenance religieuse à Éclose, et qui est devenue commune en 1858 ; le Plan Bourgoin faisait alors aussi partie des Éparres) ;

### Époque contemporaine
- La « bagarre sanglante » à Tramolé s'est déroulée le 21 juillet 1923 vers 20 heures[29],[30].

Trois ouvriers agricoles, de nationalité austro-polonaise, rôdaient avec des allures menaçantes autour d'une ferme isolée, exploitée par la famille Martinet. Les fils Martinet les invitèrent à déguerpir. Deux d'entre eux prirent la fuite à travers champs. Le troisième s'obstina à rester. Les fils Martinet l'appréhendèrent. Mais. soudain, l'homme, saisissant son revolver, fit feu sur ses adversaires, dont le plus jeune, Marcel, âgé de 18 ans, tomba mortellement atteint, et dont l'autre, Emile, âgé de 20 ans, grièvement blessé, dut être transporté l'hôpital de Bourgoin. Attiré par le bruit. l'oncle des fils Martinet accourut et maîtrisa le meurtrier. Des villageois du voisinage, arrivant à leur tour, lynchaient l'ouvrier polonais et le rouaient de coups de bâton et de coups de pied à tel point que son corps ne forma bientôt plus qu'une plaie et qu'il succomba, Son cadavre fut transporté à la mairie de Tramolé.
Plusieurs citoyens, sous la conduite de M. Casanoya brigadier de gendarmerie à Saint-Jean-de-Bournay, et de deux gendarmes s'empressèrent alors de battre les bois d'alentour pour retrouver les deux Polonais fugitifs. Des cultivateurs de Tramolé, MM. Louis Douillet et Théophile Dechène, lancés à sa poursuite, se trouvèrent face à face avec le bandit. Il tira sur eux une balle de revolver qui effleura la tête de M. Douillet, puis il disparut. L'un de ceux-ci fut capturé, au cours de la nuit, près de Sainte-Anne-d'Estrablin, et conduit à la maison d'arrêt de Vienne l'autre ne put être rejoint. La battue sera continuée aujourd'hui. Le meurtrier lynché et tué par la foule se nommait Antonin Novach il avait 28 ans. Son complice, écroué à Vienne, se nomme Zagikowski. Le nom du bandit en fuite reste inconnu. Tous trois vivaient depuis quelque temps de vols et de rapines et terrorisaient les fermes d'alentour.
- Le dimanche 21 mars 1926, Jean Pierre Badin (23 ans), tua de deux coups de revolver, à Tramolé, Mlle Francine Goy (21 ans), sa voisine, et a été arrêté. Il a tué la jeune fille parce que ses parents lui avaient refusé la main. Quand on l'arrêta, il joua la stupeur, et mis en présence du cadavre de sa victime, il nia encore. Les gendarmes durent le protéger des villageois pour éviter un lynchage[31].
- Un incendie à complètement brûlé le hameaux du Vallet le 17 novembre 1873[32]

L'incendie a éclaté pendant la messe, et il n'y avais que deux à trois personnes au village. Quasiment rien n'a pu être sauvé, et un jeune enfant a été brulé vif et il est décédé faute de secours. Il y a eu plus de 50 000 Fr de dégâts.
- Le 8 septembre 1937, un cantonnement de militaire (28e régiment de Tirailleurs Tunisiens) a brûlé pour une raison inconnue. Les chevaux du détachement de cette unité on pût être sauvé, mais pas le fourrage ni les céréales[33].

## Politique et administration

### Liste des élus
| Période                                  | Période   | Identité           | Étiquette | Qualité |
| ---------------------------------------- | --------- | ------------------ | --------- | ------- |
| Les données manquantes sont à compléter. |           |                    |           |         |
| avant 1980                               | 1983      | Raphaël Commarmond |           |         |
| 1983                                     | 1995      | Maurice Crétinon   |           |         |
| 1995                                     | mars 2008 | André Courtial     |           |         |
| mars 2008                                | En cours  | Jean-Michel Drevet |           |         |

## Population et société

### Démographie
L'évolution du nombre d'habitants est connue à travers les recensements de la population effectués dans la commune depuis 1800. Pour les communes de moins de 10 000 habitants, une enquête de recensement portant sur toute la population est réalisée tous les cinq ans, les populations de référence des années intermédiaires étant quant à elles estimées par interpolation ou extrapolation. Pour la commune, le premier recensement exhaustif entrant dans le cadre du nouveau dispositif a été réalisé en 2007.

En 2022, la commune comptait 802 habitants, en évolution de +12,32 % par rapport à 2016 (Isère : +3,07 %, France hors Mayotte : +2,11 %).
| 1800 | 1806 | 1821 | 1831 | 1836 | 1841 | 1846 | 1851 | 1856 |
| ---- | ---- | ---- | ---- | ---- | ---- | ---- | ---- | ---- |
| 349  | 412  | 425  | 491  | 483  | 508  | 480  | 426  | 426  |

| 1861 | 1866 | 1872 | 1876 | 1881 | 1886 | 1891 | 1896 | 1901 |
| ---- | ---- | ---- | ---- | ---- | ---- | ---- | ---- | ---- |
| 425  | 411  | 383  | 393  | 382  | 399  | 413  | 404  | 402  |

| 1906 | 1911 | 1921 | 1926 | 1931 | 1936 | 1946 | 1954 | 1962 |
| ---- | ---- | ---- | ---- | ---- | ---- | ---- | ---- | ---- |
| 327  | 300  | 271  | 277  | 266  | 264  | 249  | 260  | 276  |

| 1968 | 1975 | 1982 | 1990 | 1999 | 2006 | 2007 | 2012 | 2017 |
| ---- | ---- | ---- | ---- | ---- | ---- | ---- | ---- | ---- |
| 248  | 203  | 279  | 382  | 474  | 515  | 521  | 542  | 754  |

| 2022 | - | - | - | - | - | - | - | - |
| ---- | - | - | - | - | - | - | - | - |
| 802  | - | - | - | - | - | - | - | - |

### Enseignement
La commune est rattachée à l'académie de Grenoble.

### Liste des associations du village
- Association Fêtes et Loisirs de Tramolé, l'AFL ;
- Club des jeunes de Tramolé (conscrits) ;
- Union Sportive Sainte-Anne Tramolé (en footballModèle:Àvérifier, deux équipes seniors et une équipe vétérans) ;
- Le Sou des Écoles Culin-Tramolé ;
- Association Les Ressources de l'Etre - sophro-analogie ;
- Association La Saint-Hubert des Amis, association de chasse, sur un territoire privé ;
- Association Zone Rouge Sono - animation et organisation de soirées publiques et privées ;

### Fêtes et célébrations locales
- Le Salon des Grands Vins de France et Produits du Terroir reçoit près de 80 exposants, vignerons, producteurs récoltants et viticulteurs de France, le premier week-end du mois de décembre ;
- La Vogue (ou fête foraine) a lieu au mois de juin, organisé par le club des jeunes ;
- Le repas des anciens, un moment de rencontre et de partage pour les plus de 65 ans, organisé par l'AFL ;
- Plusieurs soirées "disco" et bals, organisés tout au long de l'année, pour financer des sorties et excursions des jeunes de Tramolé ;
- La nuit de la Saint-Jean a été remplacée par la kermesse du village, organisée par le Sou des Écoles et dont le feu d'artifice est offert chaque année par l'AFL aux habitants de Tramolé ;

### Médias
Historiquement, le quotidien à grand tirage Le Dauphiné libéré consacre, chaque jour, y compris le dimanche, dans son édition du Nord-Isère, un ou plusieurs articles à l'actualité du canton et quelquefois de la commune, ainsi que des informations sur les éventuelles manifestations locales, les travaux routiers, et autres événements divers à caractère local.

### Cultes
La communauté catholique et l'église de Tramolé (propriété de la commune) sont rattachées à la paroisse Saint Hugues de Bonnevaux qui comprend 20 autres communes du Nord-Isère et elle même rattachée au diocèse de Grenoble.

## Économie

### Entreprises
Cumin TP (BTP) ; Euro Services Industrie (fabrication de machines) ; Gaec de l'Agny (agriculture) ; Libtal Marie, née Bavu (vente de pommes et autres) ; Paillet Germain Joseph (bar des amis) ; CP Logistics (transport routier et interurbain de marchandises) ; Perret Michel Maurice Antonin (secrétariat et traduction) ; Semasema For (fabrication de machines pour l'industrie agroalimentaire).

### Installations industrielles

#### Réseau de pipelines
Un réseau de pipelines passe sur le territoire de Tramolé (géré par la société SPMR), avec un débit maximal de 1 300 m3/h. Ce réseau fait plus de 800 km.
Ce réseau transporte des produits tels que : essence et gazole pour les véhicules, fioul domestique pour le chauffage et du carburéacteur pour l’aviation.
Ces produits sont issus des raffineries et dépôts situés près de l'Étang de Berre et Lyon, et sont destinés à alimenter les dépôts pétroliers répartis dans la vallée du Rhône, le Dauphiné, les Pays de Savoie en Région de Fréjus – Saint Raphaël, jusqu'en Suisse (près de Genève).
Ce transport par pipelines représente 90 % de la consommation des régions qu'il dessert.

#### Station d'épuration
La commune de Tramolé ne disposait pas de collecteur d'eaux usées jusqu'en 2007. Chaque propriété disposait alors d'une fosse septique pour le traitement des eaux usées. Le système étant très polluant, la mairie a décidé en 2007 la construction d'une station d'épuration écologique : station d’épuration de type "filtres plantés de macrophytes (roseaux)".

## Culture locale et patrimoine

### Lieux et monuments
- Ancien "Café Bonnet", tenu par Paul (dit le Tailleur) et Suzanne Bonnet-Gonnet ;
- Ancien pigeonnier du château de Tramolé : le pourtour de la maison possède toujours un rebord pour que les pigeons se posent ; devenu plus tard une maison d'habitation avec un bistrot et ensuite une épicerie.
- Monument aux morts pour la France (lors de la Guerre 1914-1918) ;
- Église Saint-Maurice de Tramolé ;
- La cloche en bronze de l'église de Tramolé (propriété de la commune) fabriquée en 1676 sur laquelle est inscrite : IHS MAR SS MORIS ORA PRO NOBIS & N SOVFFREY DARZAT & IANE BOVCHAT ONT ESTE MES PARAIN & MARAINE & MON MIS NON IANE 1676 (traduction: Jésus et Marie, saint Maurice, priez pour nous. N. Souffrey Darzat et Jeanne Bouchat ont été mes parrain et marraine et m'ont donné mon nom en l'an 1676).

### Évènement historique: Grande manœuvre militaire en 1874[41]
- À partir du 3 septembre 1874 : manœuvre militaire du 14e corps d'armée (Il représentait la région de Lyon et de Grenoble et était composé de Dauphinois et de Savoyards, ces « redoutables Allobroges » dont le roi Charles-Emmanuel disait « Qu'ils furent la gloire des Celtes et la terreur de Rome ») ordonné par le Général Bourbaki qui était basé sur l'hypothèse suivante : un corps ennemi marche sur Lyon. La garnison de Lyon est envoyée vers Bourgoin et la Tour-du-Pin avec comme mission de prendre position et de repousser l'ennemi vers Grenoble. Effectif mobilisé pour cette manœuvre :
  - 13 bataillons d'infanterie (231 officiers, 5 503 hommes et 68 chevaux)
  - 16 escadrons de cavalerie (118 officiers, 1 510 hommes et 1663 chevaux)
  - 6 bataillons d'artillerie (20 officiers, 540 hommes et 400 chevaux)
  - 1 détachement de Pontonniers (1 officier, 42 hommes et 21 chevaux)
  - Une demi compagnie du Génie (1 officier, 40 hommes et 7 chevaux)
  - 1 détachement de la Gendarmerie (1 officier, 15 hommes et 6 chevaux)
  - 1 détachement du train (7 officiers, 150 hommes et 214 chevaux)cuirassiers

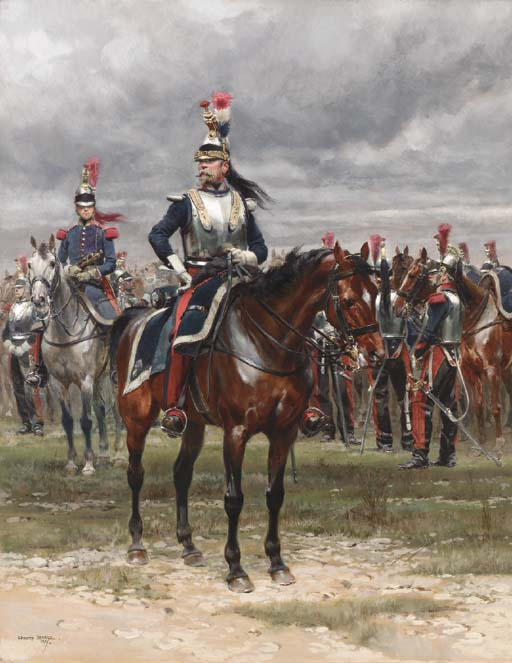
cuirassiers

- Le 6 septembre 1874 : une reconnaissance de cavalerie composée de deux escadrons du 11e cuirassiers, deux escadrons du 12e cuirassiers et de la batterie à cheval partent de Bourgoin à 7h, montent à Culin et Tramolé, marchent jusqu'à Éclose et rentrent à Bourgoin vers 11h par la route de Nivolas. La brigade de Cuirassiers et la batterie à cheval s'établissent ensuite pour la nuit à Culin.
- Le 7 septembre 1874 : le général commandant la division de la cavalerie établit la brigade de cuirassiers entre Culin et Tramolé. Des voitures du train on amenés les vivres et fourrages au campement.
- Le 8 septembre 1874 : simulation de combat vers Châteauvilain. À la fin, conformément au Général commandant le 14e corps d'armée une ration de vin est accordée aux troupes. Retour au campement (bivouac) de la brigade de cuirassiers entre Culin et Tramolé.
- Les 9 et 10 septembre 1874 : diverses manœuvres entre Bourgoin et Saint-Priest.
- Le 11 septembre 1874 : fin de la manœuvre.

### Personnalités liées à la commune
(novembre 2018).
Améliorez-le ou discutez des points à vérifier. 
- Pion-Gaud : en octobre 1920, fermier à la Côte-Saint-André et à Tramolé. Il invente un nouveau procédé d'engrais pour le blé (technique dite "Fertilisa") qui augmenta les récoltes de près de 67% en grains et 75% pour la paille. Son procédé fût ensuite testé dans plus de 11 départements et eu un article dans Le Petit journal[42]. Une analyse dans le bulletin du comité de lecture de Beaune à validé cette nouvelle technique[43] en mars 1921 ;
- Eudoxie Chareton[44] : le 21 octobre 1876 à Tramolé, Eudoxie a sauvé d'une mort certaine Philomène Gentaz (cinq ans) qui était tombée dans un réservoir d'eau dans un pré. La petite Eudoxie a eu une récompense de la part du gouvernement : la médaille du sauvetage ;
- Crétinon Victor-Jean-Baptiste[45],médaille du mérite agricole (Décret du 17 août 1931) ;
- Michel Perret, inventeur de la chambre de coupure de courant à double chambre de compression ;
- Didier Branchard, inventeur d'un système destiné au contrôle de qualité des œufs de consommation.

### Personnalités célèbres liées à la commune
- Guy Fréquelin : vice-champion du monde des rallyes en 1983, plusieurs fois champion de France de divers compétitions nationales et internationales en rallye.

Les parents de Guy Fréquelin se rencontrèrent et se marièrent le 8 mai 1943 à Tramolé. Le père de Guy Fréquelin, Roger, est né le 28 février 1919 (militaire mobilisé) et avait 20 ans quand il fut prisonnier de guerre du côté d'Orléans. Il réussit à s'évader lors d'une corvée d'eau et apu rejoindre la zone libre et l'armée française vers Marmande. Au bout de 24 mois de service, il pu partir en permission chez des amis vendeur de chevaux et ayant une ferme et une petite usine sur Tramolé. C'est à ce moment-là qu'il rencontra la mère de Guy Fréquelin, Paulette Bonnet (née le 29 août 1921), qui vivait sur Tramolé. Le père de Paulette Bonnet était meunier sur la commune.

### Faune et flore

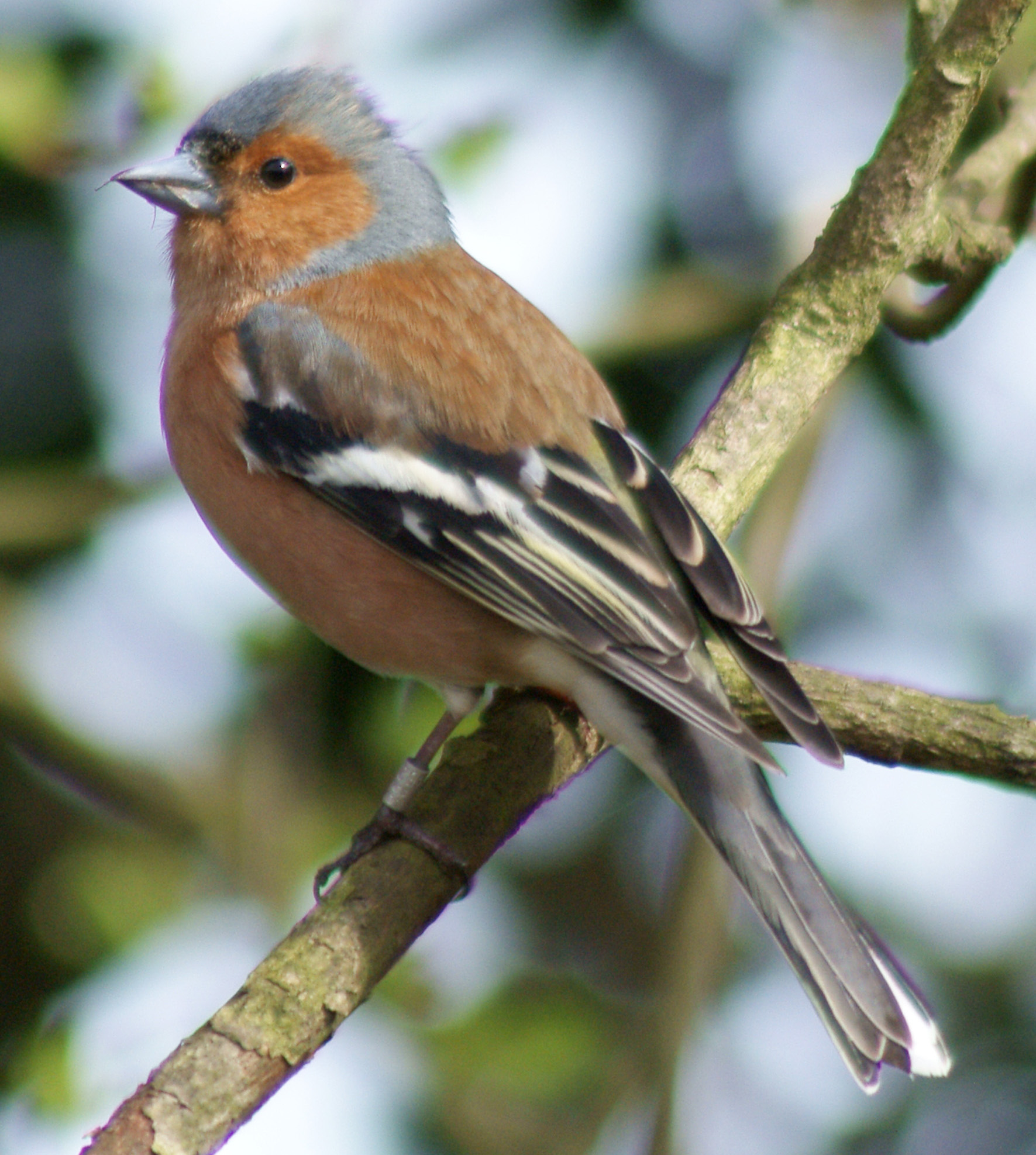
Pinson des arbres

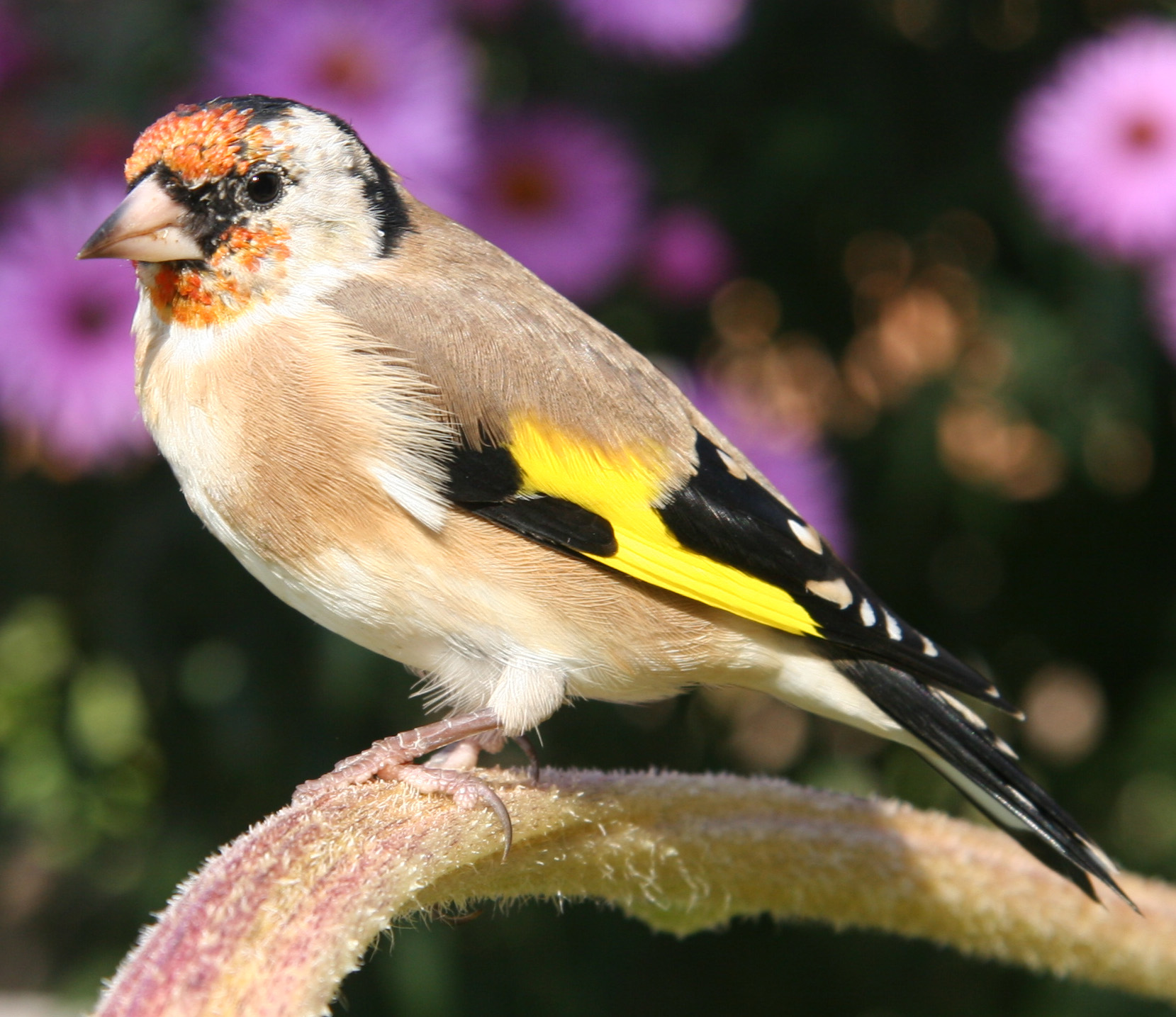
Chardonneret élégant

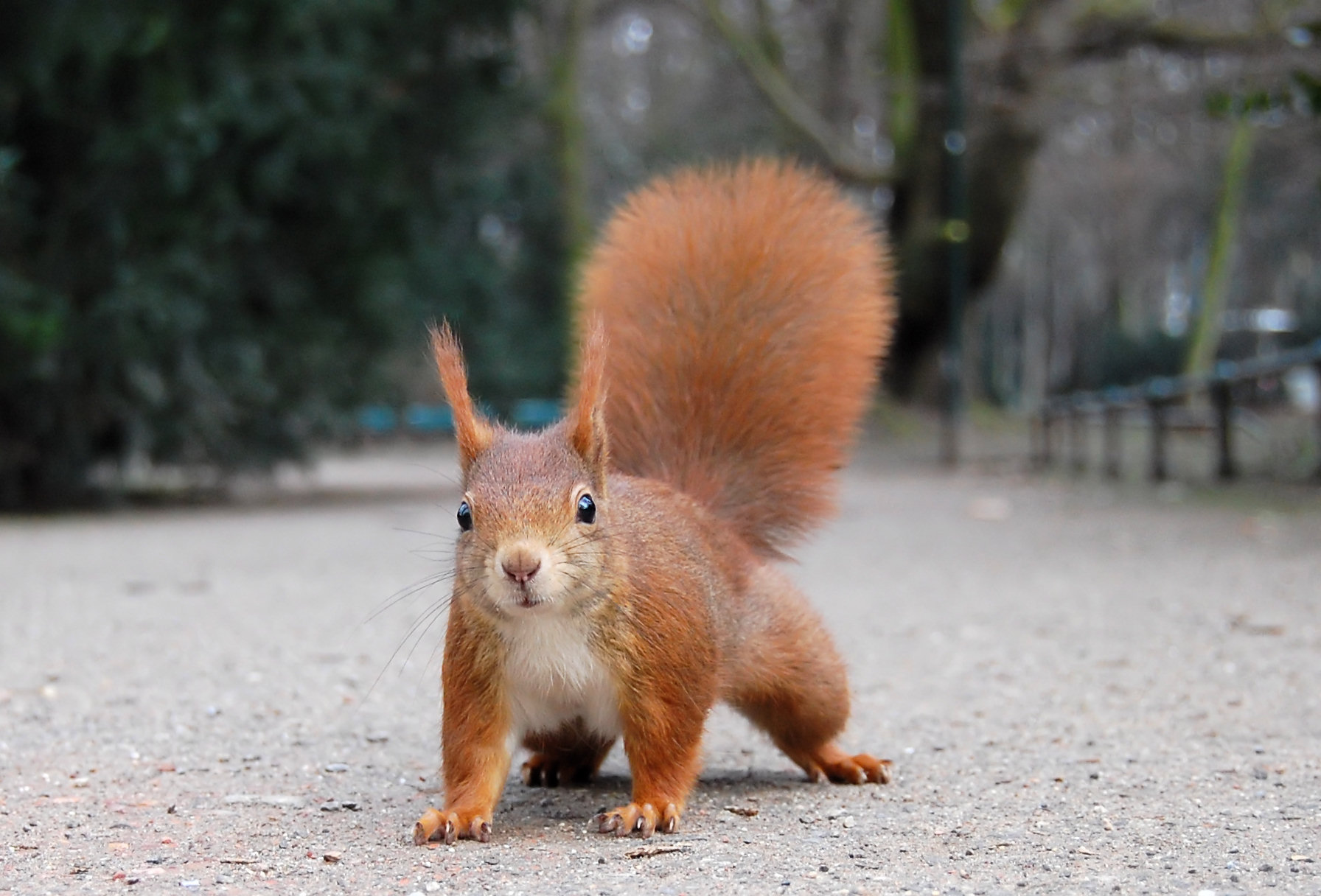
Écureuil roux

Tramolé a fait l'objet d'un Inventaire par la direction régionale de l'environnement, et a fait l'objet d'un Périmètre de la ZNIEFF de type 1*, notamment grâce aux différents étangs créés par l'homme dans les années 1970 (étangs Doyeux, etc.).
Ce périmètre (grande zone de marais) a été désigné comme ayant un intérêt écologique et est décrit ainsi :

« Cette grande zone de marais reste très intéressante et originale. L'homme en a assez profondément façonné le milieu : création d'étang aux formes rectilignes, layons de chasse. Elle est constituée d'une mosaïque de milieux humides : phragmitaies (roselière à phragmites), taillis d'aulnes ou de bouleaux, prairies humides comportant des stations de plantes rares. L’Écuelle d’eau, en particulier, est une petite plante de la famille des carottes (ombellifères). Les passereaux liés aux zones humides sont très nombreux avec en particulier la présence simultanée de trois rousserolles (Rousserolles effarvatte, turdoïde et verderolle). Le rare Courlis cendré y a aussi été observé et est susceptible d'y nicher. Il serait dommage qu'un tel paysage, désormais rare dans le Bas-Dauphiné, se banalise. »

#### La faune
Liste des espèces de la faune observées à Tramolé (oiseaux, mammifères, reptiles, amphibiens) :
Héron cendré, Milan noir, Busard Saint-Martin, Busard cendré, Faucon crécerelle, Caille des blés, Faisan de Colchide, Chevalier guignette, Tourterelle des bois, Hirondelle rustique, Rossignol philomèle, Rougequeue noir, Merle noir, Hypolaïs polyglotte, Fauvette à tête noire, Gobemouche gris, Mésange charbonnière, Pie-grièche écorcheur, Corneille noire/Corneille mantelée, Moineau domestique, Moineau friquet, Pinson des arbres, Serin cini, Verdier d'Europe, Chardonneret élégant, Bruant jaune, Bruant zizi, Écureuil roux, Grenouille verte, Lézard des murailles.

#### La flore
Laîche paradoxale, Écuelle d'eau

### Héraldique
|  | Tramolé possède des armoiries dont l'origine et le blasonnement exact ne sont pas disponibles. |